# Drysice
Drysice es una localidad del distrito de Vyškov, en la región de Moravia Meridional, República Checa. Tiene una población estimada, a principios del año 2021, de 612 habitantes.
Está ubicada al este de la región, cerca de la orilla del río Morava —un afluente izquierdo del Danubio—, de la frontera con las regiones de Zlín y Moravia-Silesia, y a poca distancia al este de la ciudad de Brno